# Transit 5BN-3

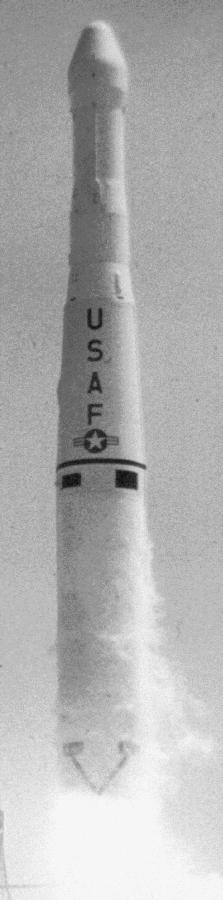
Thor Able Star mit dem Satelliten nach dem Start

Transit 5BN-3, auch VBN-3, war ein Satellit für das ehemalige Satellitennavigationssystem Transit der USA. Das Navy Navigation Satellite System wurde militärisch und später auch zivil genutzt.
Die Trägerrakete war eine Thor-Able Star. Nach dem Start am 21. April 1964 um 18:50 Uhr UTC erreichte der Satellit seinen Orbit nicht. Nach einem Wiedereintritt verglühte Transit 5BN-3 über Madagaskar in einer Höhe von ca. 50 km.
Eine Radionuklidbatterie des Typs SNAP-9A mit etwa 1 kg Plutonium-238 diente als Energieversorgung. Das enthaltene Plutonium wurde in der Erdatmosphäre freigesetzt (etwa 6 · 1014 Bq 238Pu), davon etwa ein Viertel in der nördlichen Hemisphäre.

## Sonstiges
Neben Transit 5BN-3 befand sich auch Transit 5E-2 an Bord der Trägerrakete. Anders als Transit 5BN-3 sollte Transit 5E-2 Solarzellen zur Energieerzeugung verwenden. Er verglühte ebenfalls.